# Campeonato Maranhense de Futebol de 1962
O Campeonato Maranhense de Futebol de 1962 foi a 41º edição da divisão principal do campeonato estadual do Maranhão. O campeão foi o Sampaio Corrêa que conquistou seu 9º título na história da competição. O artilheiro do campeonato foi Croinha, jogador do Maranhão, com 16 gols marcados.

## Premiação
| Campeonato Maranhense de 1962      |
| São Luís                           |
| ---------------------------------- |
| Sampaio Corrêa Campeão (9º título) |